# Evagès
Evagès, Oageis ou Hoageis (mort en 533) était un prince vandale, membre de la famille royale des Hasdings, qui joua un rôle important sous le règne de son oncle, Hildéric (523–530).
Durant la conspiration en 530 de Gélimer, cousin du roi, Evagès est emprisonné. Gélimer rompit avec Byzance (531) et reprit les persécutions religieuses envers les catholiques.
À la suite du débarquement des Byzantins en 533, Gélimer ordonna à son frère Ammatas demeuré à Carthage de mettre à mort Hildéric, Evagès et Hoamer.
Evagès eut au moins une fille, Damira, morte à l'âge de quatre ans pendant qu'il guerroyait en Libye, et connue par une épitaphe rédigée par le poète Luxorius (« Hélas, douleur ! La mort est toujours envieuse de ceux qui, à la naissance, ont un sort prometteur ; elle jette des corps tendres sous des étoiles hostiles. Damira, une noble, se repose dans cette tombe ; sa vie innocente s'est achevée au cours de la quatrième année. La tristesse est soudainement venue assombrir une lumière joyeuse ! [...] Damira a rempli avec mérite sa courte vie. Extrêmement agréable, babillarde, avec une jovialité simple, elle était d'un talent naturel qui dépassait son âge. Elle parlait joliment, peu importe ce qu'elle disait, sa langue douce coulait, avec profusion, de mots qui ressemblaient au chant des oiseaux au printemps. Maintenant, le royaume étoilé des cieux possède son âme pure qui réside parmi les justes. Alors que son père Oageis défendait la Libye avec la force des armes, il apprit que sa fille était décédée subitement. Cette nouvelle pesa sur son cœur beaucoup plus que les forces de l'ennemi ; même la Victoire a pleuré tant, suite a cette calamité … »).

### Source primaire
- Procope de Césarée, Histoire de la guerre contre les Vandales (lire en ligne)